# 法蘭斯高·樸迪路
法蘭斯高·樸迪路·索莱尔（西班牙語：Francisco Portillo Soler；1990年6月13日—），西班牙足球運動員，司職中场。

## 外部連結
- 馬拉加官方檔案 （英文）
- BDFutbol檔案（页面存档备份，存于） （英文）
- Futbolme檔案 （页面存档备份，存于） （西班牙文）
- Transfermarkt檔案 （页面存档备份，存于） （英文）
- Lapreferente檔案 （页面存档备份，存于） （西班牙文）